# China Relief Expedition Medal
 (août 2025).
Si vous disposez d'ouvrages ou d'articles de référence ou si vous connaissez des sites web de qualité traitant du thème abordé ici, merci de compléter l'article en donnant les références utiles à sa vérifiabilité et en les liant à la section « Notes et références ».
La China Relief Expedition Medal (en français: Médaille de l'expédition de secours en Chine) est une médaille de la marine des États-Unis (US Navy) et du Corps des Marines (US Marine) pour leur service dans l'expédition de secours en Chine (China Relief Expedition) entre 1900 et 1901 pendant la rébellion des Boxers. 
La médaille a été autorisée par les General Orders du Département de la Marine des États-Unis (Department of the Navy) le 27 juin 1908. L'ordonnance générale 81 a établi la médaille autorisée pour le personnel de la marine tandis que l'ordonnance générale 82 a autorisé la médaille pour le corps des Marines.

## Description et symbolisme
Pour recevoir la China Relief Expedition Medal, un militaire devait accomplir un service à l'intérieur des frontières de la Chine dans le cadre de l'expédition de secours en Chine. Les dates d'admissibilité de la China Relief Expedition Medal étaient du 24 mai 1900 au 17 mai 1901. La médaille était décernée une seule fois et aucun dispositif n'était autorisé pour des remises multiples.
L'équivalent pour l'armée de terre américaine (US Army) de la China Relief Expedition Medal était la China Campaign Medal.
Le ruban de la version de la médaille destinée à la marine et au corps des Marines portait à l'origine un motif jaune et noir. Les couleurs ont été modifiées en 1915 pour devenir jaune et bleu afin de correspondre à celles de la médaille de l'armée de terre américaine émise pour un service similaire.
Les 400 premières médailles frappées portent la date "1901". La matrice utilisée a été endommagée et remplacée par une matrice regravée. Celui-ci portait toutefois la date "1900" qui apparaît sur tous les exemplaires ultérieurs.

## Source
- (en) Cet article est partiellement ou en totalité issu de l’article de Wikipédia en anglais intitulé « China Relief Expedition Medal » (voir la liste des auteurs).